# 納倫德拉·莫迪體育場
納倫德拉·莫迪體育場（英語：Narendra Modi Stadium，古加拉特: નરેન્દ્ર મોદી સ્ટેડિયમ; 印地語: नरेन्द्र मोदी स्टेडियम），前身為薩達爾·瓦拉巴伊·帕特爾體育場（英語：Sardar Vallabhbhai Patel Cricket Stadium），是一座位於印度阿美達巴德的板球體育場，截至2022年，它是目前世界上容納人數最多的體育場，可容納約132,000名觀眾。體育場由古吉拉特板球協會所擁有，是板球對抗賽、ODI板球賽、ODI板球賽、T20國際板球賽及印度板球超級聯賽的主要場地。
體育場建於1983年，並於2006年翻新。2015年體育場整棟拆除重建，直到2020年2月完成重建，估計成本為80億盧比（1 億美元）。2021年 2月24日，體育場宣佈以現任印度總理納倫德拉·莫迪命名為納倫德拉·莫迪體育場，納倫德拉·莫迪出生於古吉拉特邦，亦曾經古吉拉特邦板球協會主席（2009年-2014年）。